# Tomáš Kučera (1977)
Tomáš Kučera (13 febbraio 1977) è un ex calciatore ceco, di ruolo attaccante.